# Orecta tithonus
Orecta tithonus är en fjärilsart som beskrevs av Kirby 1886. Orecta tithonus ingår i släktet Orecta och familjen svärmare. Inga underarter finns listade i Catalogue of Life.